# نفس المهموم
نفس المهموم فی مصیبت سیدنا الحسین المظلوم کتاب دربارهٔ زندگی‌نامه و کشته شدن حسین بن علی است که به دست عباس قمی نوشته شده و مقدمه آن را سید احمد حسینی نگاشته است.

## درباره کتاب
نفس المهموم کتابی درباره حسین بن علی و قیام او است و حاصل جمع کتاب‌های گذشتگان است و اغلب مطاوی آن را نقل قول تشکیل می‌دهد و تحلیل و ارزیابی در آن کمتر ملاحظه می‌شود. خودِ نویسنده در آغاز کتاب می‌گوید: «جمعته من الکتب المعتبرة التی علیها الاعتماد و الرّکون و الاستناد» یعنی «کتاب را از کتابهای معتبر دیگر که به آن اعتماد داشته و پایه و سند قوی دارند گردآوری» کرده است. مطالب کتاب مانند منتهی الامال است و کتاب اخیر را می‌توان گزارش فارسی آن شمرد.

### درونمایه
این کتاب از یک مقدمه درباره ولادت حسین بن علی، پنج باب و یک خاتمه تشکیل شده است:
- باب اول، حاوی دو فصل است درباره شجاعت، علم، فصاحت، زهد، تواضع و عبادت حسین بن علی[۳] و همچنین ثواب گریستن در عزای حسین و لعن قاتلان وی.[۴]
- باب دوم، حاوی رخدادهایی است که بعد از بیعت کردن مردم با یزید بن معاویه تا کشته شدن حسین بن علی اتفاق افتاده است. این باب مفصل‌ترین باب کتاب و در ۲۰ فصل تنظیم شده است.[۵]
- باب سوم، حاوی وقایع بعد از کشته شدن حسین بن علی است.[۶]
- باب چهارم، حاوی رویدادهای پس از کشته شدن حسین، مانند گریستن آسمان، ناله فرشتگان و گریستن جنیان است.[۷]
- باب پنجم، درباره فرزندان و زنان پیشوای سوم شیعیان و فضلیت زیارت آنها، و همچنین ستم حاکمان ظالم در تخریب بارگاه حسینی است.[۸]
- در خاتمه کتاب، قیام توابین و قیام مختار شرح داده شده است.[۹]

## مولف و انگیزه نگارش
عباس بن محمدرضا قمی (۱۲۹۴-۱۳۵۹ق) مشهور به شیخ عباس قمی و معروف به محدث قمی از علمای شیعه در قرن چهاردهم قمری است که یکی از زبده‌ترین چهره‌های شیعه در حدیث، تاریخ و تبلیغ دانسته شده و ابن بابویه قمی، جد اعلای وی معرفی شده است.
وی نویسنده بیش از ۸۰ اثر به زبان‌های عربی و فارسی است. آثار او در موضوعات مختلفی از جمله عقاید، فقه، شرح حال معصومان، رجال و درایه، تاریخ، مقتل، آداب و عبادات، ادعیه، اخلاق و ادبیات بوده است. مفاتیح الجنان که به گفته برخی محققان از یک کتاب معمولی برای شیعیان فراتر رفته و به انیس معنوی مردم در کنار قرآن کریم تبدیل شده از مهمترین نوشته‌های اوست. محدث قمی در ذی الهجه ۱۳۵۹ق در نجف درگذشت و در حرم علی بن ابیطالب دفن شد.
شیخ عباس قمی انگیزه خود از نگارش نفس المهموم را گردآوری مقتل مختصر حسین بن علی با استفاده از روایات مورد اعتماد دانسته و این کار را بزرگترین آرزوی خود دانسته است.